# I proscritti di Poker Flat
I proscritti di Poker Flat (The Outcasts of Poker Flat) è un film muto del 1919 diretto da John Ford.

La sceneggiatura di H. Tipton Steck si basa sull'omonimo racconto di Bret Harte apparso su The Overland Monthly, pubblicato a San Francisco nell'agosto 1868. Il film ebbe due remake: nel 1937 The Outcasts of Poker Flat, diretto da Christy Cabanne e, nel 1952, I banditi di Poker Flat, diretto da Joseph M. Newman.

## Trama
Harry Lanyon, il proprietario di una sala da gioco, è innamorato di Ruth Watson ma, credendo che lei gli preferisca Billy, il suo figlio adottivo, tiene nascosti i suoi sentimenti.

Leggendo The Outcasts of Poker Flats, un romanzo di Bret Harte, Lanyon si immagina nei panni di John Oakhurst che trova Sophy, una ragazza abbandonata dal giocatore Ned Stratton di cui si innamora suo figlio Tommy, che la prende sotto la sua protezione. Il giovane viene ferito ma, quando guarisce, chiede la mano di Sophy. Prima del matrimonio, lei manda un biglietto a Oakhurst in cui lei dichiara di amarlo. L'uomo, però, pensando che Tommy potrà essere un marito migliore di lui, non le risponde. Anzi, per far sì che la giovane coppia abbia davanti a sé una vita onesta, convince i giustizieri a bruciargli la casa da gioco e a cacciarlo dalla città. La coppia lo insegue sulle montagne e, durante una violente tempesta di neve, Oakhurst, liberando gli amanti.

Quando Lanyon finisce la storia e scopre che Ruth lo ama, commenta: "il tipo del libro era un maledetto sciocco!".

## Produzione
Il film fu prodotto dalla Universal Film Manufacturing Company. Le scene sulla neve furono girate a Truckee, in California.

## Distribuzione
Il copyright del film, richiesto dalla Universal, fu registrato il 1º luglio 1919 con il numero LP13910. Distribuito dalla Universal Film Manufacturing Company, il film uscì nelle sale statunitensi il 7 luglio 1919.
Non si conoscono copie ancora esistenti della pellicola che viene considerata presumibilmente perduta.